# Lina (Sängerin)
Lee Ji-yeon (* 18. Februar 1984 in Südkorea) ist eine südkoreanische Sängerin, bekannt unter ihrem Künstlernamen Lina. Ursprünglich sang sie im Duett Isak N Jiyeon. Seit 2005 ist sie in der südkoreanischen Girlband The Grace.

## Karriere
Im Jahre 2000 nahm Lee Ji-yeon als Jiyeon am Starlight Casting System von SM Entertainment teil. Sie sang das Lied Shalala von S.E.S. und das Lied Genie in a Bottle von Christina Aguilera, anschließend tanzte sie vor. Ihre Stimme und Ausstrahlung beeindruckten die Juroren und sie gewann das Casting.
Sie unterschrieb einen Plattenvertrag bei SM Entertainment und wurde Mitglied der zweiköpfigen Girlgroup Isak N Jiyeon. Am Anfang ihrer Karriere hieß sie noch nicht Lina, sondern Jiyeon. Zusammen mit der Sängerin Isak, brachten sie ein Studio-Album auf den Markt. Das Album hieß Tell Me Baby und kurz nach der Veröffentlichung löste sich die Band auf. Verantwortlich waren Familienproblemen von Isak, die deswegen zurück nach Kalifornien reisen musste.
Danach war Lee Ji-yeon als Model aktiv und spielte in verschiedenen Musikvideos mit. SM Entertainment ließ sie zusammen mit drei weiteren Mädchen das Lied 바램 (Fight To The End) aufnehmen. So entstand die Gruppe The Grace, welche 2005 debütierte und in der sie den Künstlernamen Lina trägt. Seitdem ist sie in dieser Band aktiv und bekam Anerkennung auf dem südkoreanischen und chinesischen Musikmarkt. Wegen ihrer kräftigen Stimme nennt man sie auch die südkoreanische Christina Aguilera.
2006 nahm sie den japanischsprachigen Song Rock 'n' Roll Star auf, welchen sie solo singt und die B-Side der Single Sweet Flower von The Grace ist.
Nachdem sich die Band im Jahre 2009 zurückgezogen hatte, eröffnete Lina ihren eigenen Online-Shop für Kleidung, bei dem sie auch modelt. Die Band kam zur SMTown World Tour '10 noch ein letztes Mal in Südkorea und in den USA auf die Bühne, allerdings zu dritt. Gruppenmitglied Stephanie war nicht anwesend. Ein Comeback wurde angekündigt, aber nicht für wann.
Sie spielt Klavier und spricht neben ihrer Muttersprache Koreanisch auch fließend Japanisch.

## Diskografie

### Rollen in Musikvideos
| #  | Titel     | Interpret       |
| -- | --------- | --------------- |
| 1. | Goodbye   | Fly to the Sky  |
| 2. | Scandal   | Kangta & Vaness |
| 3. | Cold Rain | Trax            |